# 라카인족
라카인족(버마어: ရခိုင်လူမျိုးို့, Rakhine) 또는 아라칸족(Arakanese)은 미얀마의 민족으로 현재 라카인주(아라칸주)의 해안 지역을 따라 많이 살고 있다. 그들은 아마도 미얀마 총 인구의 4% 혹은 그 이상을 구성하는 것으로 생각되나, 정확한 통계 수치는 존재하지 않는다. 라카인족은 또한 방글라데시의 남동부, 특히 치타공주에 살고 있다. 방글라데시의 치타공 구릉지대에 사는 아라칸족 후손들은 최소한 16세기 이래로 그곳에 정착했고 마르마족으로 불린다. 이들은 아라칸 왕국이 치타공 지역을 지배할 때 이래로 이 지역에 살고 있다.
아라칸족 후손들은 북쪽으로 인도의 트리푸라주까지 퍼져 있고 이들의 존재는 아라칸 왕국이 트리푸라까지 지배했을 때로 거슬러 올라간다. 인도 북동부에서 이들 아라칸족은 모그족으로 불린다.

## 문화
라카인족은 주로 상좌부 불교를 믿고 버마족, 샨족, 몬족과 함께 미얀마 4대 불교 민족의 하나이다. 라카인 문화는 버마 문화와 유사하지만 지리적으로 아라칸산맥에 의해 미얀마 본토와 분리되어 있고 남아시아와 더 가깝기 때문에 인도의 영향을 더 많이 받았다. 인도 문화의 흔적은 문학, 음악, 요리를 포함한 라카인 문화의 많은 측면에 남아있다.
라카인족은 버마어의 옛 형태인 아라칸어를 사용한다. 여전히 대체로 표준 버마어와 상호 이해가 가능하다. 현대의 아라칸의 문자는 약간의 단어의 차이를 제외하고는 표준 버마 문자와 본질적으로 같다.